# Drosophila pilosa
Drosophila pilosa är en tvåvingeart som beskrevs av Hide-aki Watabe och Peng 1991. Drosophila pilosa ingår i släktet Drosophila och familjen daggflugor.
Artens utbredningsområde är provinsen Guangdong i Kina.